# Zielone Buty

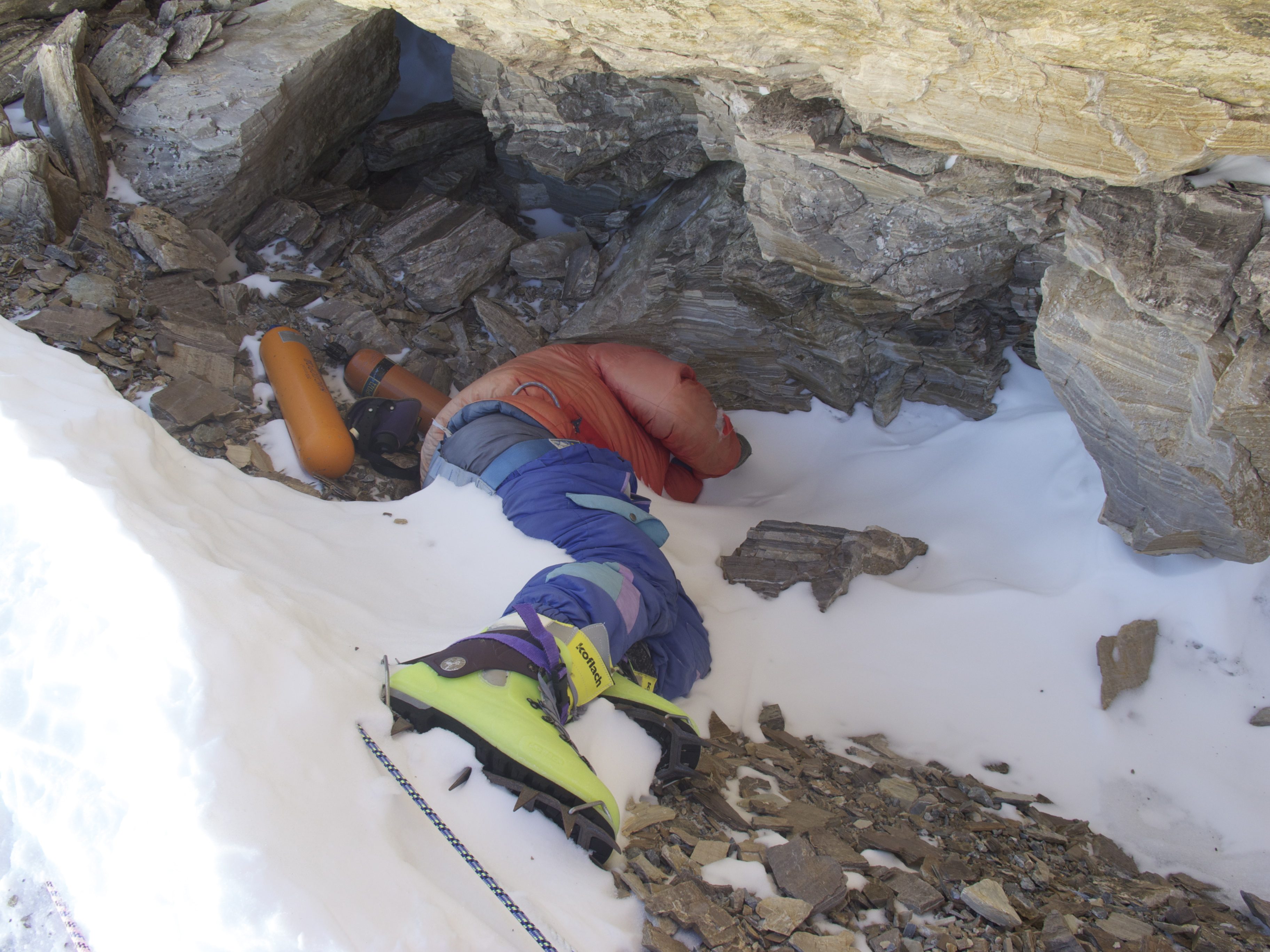
Zielone Buty

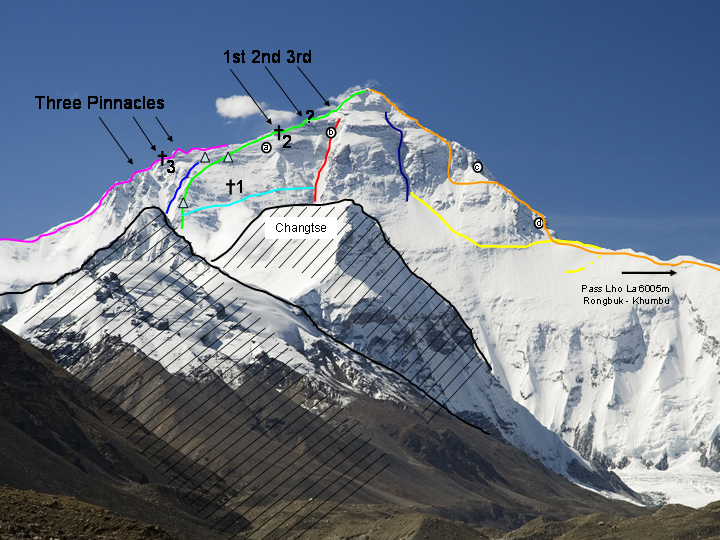
Północna ściana Mount Everestu – Zielone Buty znajdowały się w miejscu oznaczonym jako †2

Zielone Buty (ang. Green Boots) – zamarznięte zwłoki himalaisty, które do 2014 roku spoczywały pod szczytem Mount Everestu na wysokości około 8500 metrów n.p.m. Ciało znajdowało się w zagłębieniu skalnym, przy grani, po stronie tybetańskiej. Nazwa pochodzi od zielonych, plastikowych butów, które cały czas znajdowały się na nogach leżącego. Zielone Buty stały się znakiem orientacyjnym dla wspinaczy podchodzących na wierzchołek od strony północnej.
Zielone Buty to prawdopodobnie ciało indyjskiego himalaisty Tsewanga Paljora, który zmarł w partii podszczytowej Mount Everestu 10 maja 1996. Dziesięć lat później obok tego miejsca umarł z wyczerpania i wyziębienia angielski wspinacz David Sharp – jego śmierć wzbudziła wielkie poruszenie, ponieważ w czasie, gdy umierał, minęło go około czterdziestu osób, które były w drodze na szczyt lub z niego schodziły.
Do sierpnia 2013 na Mount Evereście zginęło 251 osób, większość ciał pozostała na zawsze w górach.